# Каменица (Теслић)
Каменица је насељено мјесто у општини Теслић, Република Српска, БиХ. Према прелиминарним подацима пописа становништва 2013. године, пописано је 1.302 становника.

## Географија
Каменица се налази 13 километара југозападно од града Теслића уз ријеку Усору. Једно од села која припадају насељу Каменица је село Црна Ријека. Кроз Црну Ријеку протиче ријека Усора која извире у Очаушу. У Црној Ријеци се налазе два каменолома и стари мост који је саграђен у вријеме аустроугарске краљевине.

## Становништво
| Националност       | 1991.          | 1981.          | 1971.        | 1961. |
| Муслимани          | 1.322 (79,30%) | 1.042 (66,58%) | 838 (65,77%) |       |
| Хрвати             | 246 (14,75%)   | 380 (24,28%)   | 366 (28,72%) |       |
| Срби               | 39 (2,34%)     | 46 (2,94%)     | 68 (5,34%)   |       |
| Југословени        | 47 (2,82%)     | 97 (6,20%)     | 1 (0,08%)    |       |
| остали и непознато | 13 (0,78%)     |                | 1 (0,08%)    |       |
| Укупно             | 1.667          | 1.565          | 1.274        | '     |

| Демографија | Демографија | Демографија |
| Година      | Становника  | Становника  |
| ----------- | ----------- | ----------- |
| 1961.       | 974         |             |
| 1971.       | 1.274       |             |
| 1981.       | 1.565       |             |
| 1991.       | 1.665       |             |
| 2013.       | 1.302       |             |